# Skiktat pansar
Skiktat pansar är pansarskydd bestående av två eller fler skyddselement (främst pansarplåt, kallad skyddsplåt) med tomt utrymme emellan där de yttre elementen har i uppgift att hindra inkommande vapenverkan från att tränga igenom det innersta elementet genom att söndra anslående projektiler så dess verkan sprider sig i det tomma utrymmet innan nästa lager fångar upp och stoppar splittret. Skyddselementen måste därför ha tillräcklig skyddseffekt (tjocklek, hårdhet, antal) och utrymmesavstånd emellan för att spridning ska hinna ske. Brisansprojektiler med anslagsrör aktiveras direkt vid anslag i det yttersta elementet och brukar därför brisera innan de nått det innersta skyddselementet. För att kontra detta förekommer brisansprojektiler med tandemladdningar där huvudladdningen skyddas av en initialladdning ämnad att spränga bort yttre skyddselement i skiktat pansar och ge väg för huvudladdningen.
Skiktat pansar förekommer huvudsakligen militärt men används även civilt inom specialskyddsfordon och rymdfarkoster. Exempel på det senare är whipple-sköldar som skyddar rymdfarkoster mot mikrometeoriter.

## Skiktat pansar som tillsatsutrustning
Skiktat pansar förekommer ofta som en typ av tilläggsskydd på olika pansarfordon (så kallad tillsatsutrustning eller förstärkningspansar). Exempel:
- Gallerpansar/RSV-galler – skiktat pansar i form av gallerliknande pansarskydd monterat externt på pansarfordon.
- Kjolpansar/Pansarkjol – skiktat pansar i form av sidoskärmar monterat utanför fordons upphängning.
- Sköldpaddspansar – skiktat pansar i form av en bepansrad överbyggnad likt ett sköldpaddsskal monterat på pansarfordon.

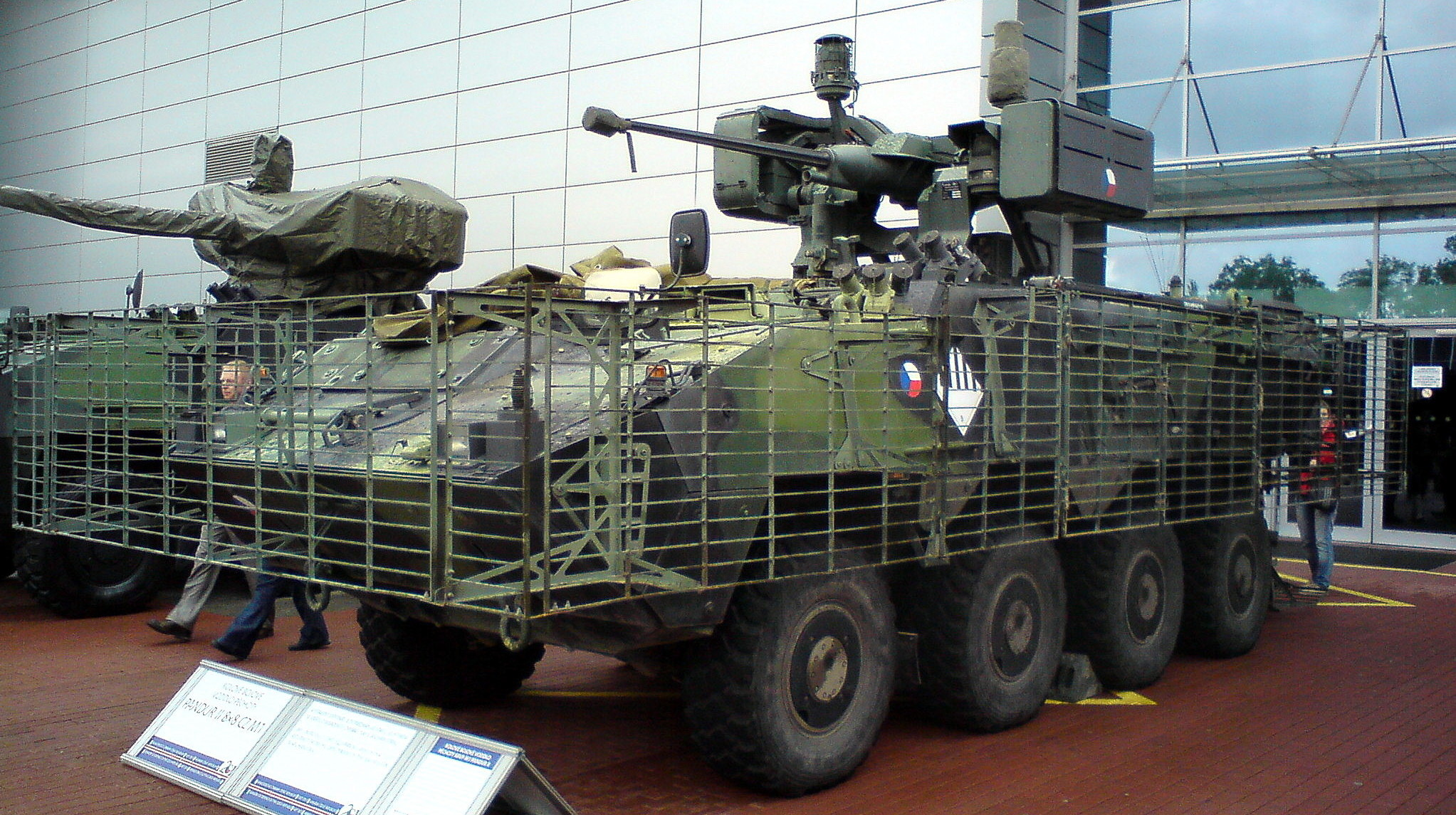
Pandur II pansarterrängbil med skiktat gallerpansar.
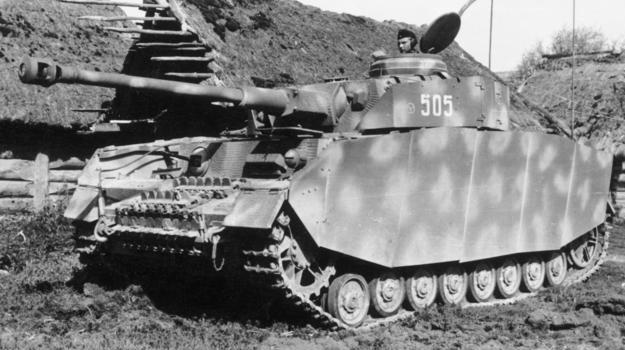
Tysk Panzer IV med skiktat "schürzen" kjolpansar på torn och skrovsidor.
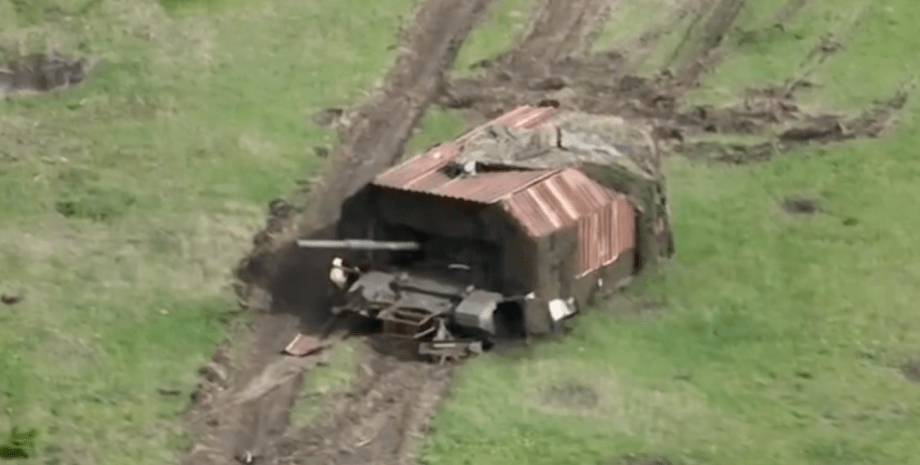
Rysk sköldpaddsstridsvagn med bepansrad överbyggnad (”sköldpaddspansar”) i Ukraina.